# Lucgarier
Lucgarier é uma comuna francesa na região administrativa da Nova Aquitânia, no departamento dos Pirenéus Atlânticos. Estende-se por uma área de 5,65 km². Em 2010 a comuna tinha 249 habitantes (densidade: 44,1 hab./km²).